# NGC 5950
NGC 5950 é uma galáxia espiral (Sb) localizada na direcção da constelação de Boötes. Possui uma declinação de +40° 25' 50" e uma ascensão recta de 15 horas, 31 minutos e 30,6 segundos.
A galáxia NGC 5950 foi descoberta em 21 de Junho de 1882 por Édouard Jean-Marie Stephan.